# 熊谷組
熊谷組（日語：株式会社熊谷組，東證1部：1861）是日本的建設公司之一，成立於1898年，本社設在東京新宿區，註冊地則設在福井市。1938年，公司升格為股份有限公司。公司現任社長為櫻野泰則。
熊谷組曾在日本負責承建多個基礎設施建設工程項目，包括新關門隧道（1975年通車）、青函隧道（1988年通車）、鍋立山隧道（1995年）、德山水壩（2008年）等，熊谷組在全盛時期，一度是全日本五大承建商之一，但業務在泡沫經濟爆破後，利潤下跌，當時集團裁減了近三分之一的員工。

## 海外發展
熊谷組除日本本地外，其海外分公司亦曾參與不少工程項目。

### 香港
香港熊谷組在1963年，香港經歷旱災後，政府斥資興建輸水系統，用作輸送東江水，熊谷組有份參與這次東深供水工程項目，這是集團首度踏足香港，而熊谷組真正的大中華辦事處位於九龍東觀塘，並且於1961年成立。
公司在香港承建了尖沙咀文化中心、中銀大廈、中信大廈、香港日本人學校、香港日航酒店、碧堤半島一期、漾日居、屯門公路第一期、港鐵荃灣綫海底隧道、機場快綫及東涌綫西區沉管隧道、九龍站、九龍塘站、美孚站、荔枝角站、銅鑼灣站、天后站、油塘站、東區海底隧道及西區海底隧道等。
1990年代，香港分公司董事之一為後來的商務及經濟發展局局長馬時亨。

### 台灣
熊谷組在台灣的分公司名為華熊營造股份有限公司。
1969年，以株式會社熊谷組承包當時東南亞第一高壩德基水庫工程；
1980年代，承建台視中央大樓、台北國際會議中心(含世界貿易中心)；
1990年代，承建新光人壽保險摩天大樓(1979.1-1994.11)；
2013.6-2018.7，承建中華工程陶朱隱園
1999.6-2005.5，承建台北國際金融中心(台北101)
2000年代，承建台灣最長雙孔公路隧道雪山隧道；
2020年代，承建NOKE忠泰樂生活、六福商業大樓(原六福客棧)
2024年起，承建台北雙星

### 其他地方
其他海外工程包括：悉尼港灣隧道、上海中銀大廈、福州青洲大橋、廣州中信廣場、深圳信興廣場等。

## 相關網站
- （日語） 熊谷組 （页面存档备份，存于）
- （繁體中文） 華熊營造股份有限公司